# Rock Against Bush - The Movie
Rock Against Bush - The Movie è un film documentario del 2004, diretto da Terry Melcher, riguardante l'evento Rock Against Bush.

## Descrizione
Il documentario si apre con un omaggio ai Beatles, con i brani Revolution e Blackbird, e si chiude con l'esibizione dei NOFX; l'apertura e la chiusura corrispondono a quella del concerto.
All'interno vi sono anche immagini della Guerra in Iraq, volte a sensibilizzare lo spettatore sulla tematica.

## Produzione
Il documentario, montato da Paul Crowder venne prodotto con la collaborazione di Giles Martin e Olivia Harrison; fu distribuito su tiratura limitata, ed è ad oggi difficilmente reperibile. 
Fu fortemente voluto da Terry Melcher, che aveva lavorato con alcuni degli artisti partecipanti, il quale voleva lasciare un messaggio significativo, dato che era gravemente malato a causa di un melanoma; sarebbe poi scomparso alcuni mesi dopo la realizzazione dell'opera.

### Artisti
- The Afghan Whigs
- Alkaline Trio
- Descendents
- Forbidden
- Dead Kennedys
- Green Day
- Sum 41
- No Doubt
- NOFX